# Linguistisches Kolloquium
Das Linguistische Kolloquium ist eine Tagungsreihe auf dem Gebiet der Sprachwissenschaften.

## Geschichte
Die Tagungen finden seit 1966 in ununterbrochener Folge jährlich an wechselnden Orten, meist an einer Universität angesiedelt, statt. Ursprünglich als Treffen von Studenten und Doktoranden konzipiert, die ihre im Entstehen begriffenen Arbeiten vorstellten und diese miteinander diskutierten, sind die Kolloquien zu regulären sprachwissenschaftlichen Tagungen geworden. Die anfängliche Ausrichtung auf die Rezeption, Kritik und Weiterentwicklung der generativen Transformationsgrammatik wurde zugunsten einer Beschäftigung mit allen sprachwissenschaftlichen Themen aufgegeben.
Das erste Linguistische Kolloquium (LK) fand 1966 in Hamburg-Harburg statt. Ab dem 6. LK 1971 in Kopenhagen wechselten die Austragungsorte zwischen (West-)Deutschland und dem westeuropäischen Ausland. Seit
dem 26. LK 1991 in Posen werden auch Orte im südlichen und östlichen Mitteleuropa, in Nord-, Südost- und in Osteuropa einbezogen (Bulgarien, Finnland, Griechenland, Litauen, Polen, Rumänien, Russland, Ungarn, Slowenien).

## Eigenart
Das LK ist eine selbsttragende Einrichtung. Als informelles Begleitgremium dient seit 1997 das „Internationale Organisationskomitee für das LK“, dem frühere Organisatoren angehören sowie Personen, die sich bereit erklärt haben, eines der künftigen Kolloquien vorzubereiten, durchzuführen und die Akten zu publizieren. Sprecher des Komitees sind Wilfried Kürschner und Heinrich Weber. Sie werden sukzessive abgelöst von Ioana Crețu und Reinhard Rapp.

## Publikationen
Seit dem 2. LK (1967) werden die Referate, die auf dem LK gehalten und diskutiert worden sind, in Aktenbänden publiziert, vom 10. LK (1975) bis zum 31. LK (1996) in der Reihe „Linguistische Arbeiten“ im Max Niemeyer Verlag, seit dem 32. LK (1997) in der eigens gegründeten Reihe „Linguistik International“ im Peter Lang Verlag. Gelegentlich werden andere Publikationsformen, auch online, in Anspruch genommen.

## Übersicht über die bisherigen Linguistischen Kolloquien
(Quelle: )
| 1.1966 Hamburg-Harburg              | 21.1986 Groningen     | 41.2006 Mannheim           |
| 2.1967 Ochtrup (Münster)            | 22.1987 Paris         | 42.2007 Rhodos             |
| 3.1968 Untergruppenbach (Stuttgart) | 23.1988 (West-)Berlin | 43.2008 Magdeburg          |
| 4.1969 (West-)Berlin                | 24.1989 Bremen        | 44.2009 Sofia              |
| 5.1970 Regensburg                   | 25.1990 Paderborn     | 45.2010 Veszprém           |
| 6.1971 Kopenhagen                   | 26.1991 Posen         | 46.2011 Sibiu/Hermannstadt |
| 7.1972 Nimwegen                     | 27.1992 Münster       | 47.2012 Olsztyn/Allenstein |
| 8.1973 Löwen                        | 28.1993 Graz          | 48.2013 Alcalá             |
| 9.1974 Bielefeld                    | 29.1994 Aarhus        | 49.2014 Ufa                |
| 10.1975 Tübingen                    | 30.1995 Danzig        | 50.2015 Innsbruck          |
| 11.1976 Aachen                      | 31.1996 Bern          | 51.2016 Vilnius            |
| 12.1977 Pavia                       | 32.1997 Kassel        | 52.2017 Erlangen           |
| 13.1978 Gent                        | 33.1998 Thessaloniki  | 53.2018 Odense             |
| 14.1979 Bochum                      | 34.1999 Germersheim   | 54.2019 Moskau             |
| 15.1980 Münster                     | 35.2000 Innsbruck     | 56.2020 online             |
| 16.1981 Kiel                        | 36.2001 Ljubljana     | 55.2021 Rzeszów – online   |
| 17.1982 Brüssel                     | 37.2002 Jena          | 57.2022 Tampere            |
| 18.1983 Linz                        | 38.2003 Piliscsaba    | 58.2023 Vilnius            |
| 19.1984 Vechta                      | 39.2004 Amsterdam     | 59.2024 Zürich             |
| 20.1985 Wolfenbüttel                | 40.2005 Moskau        |                            |

## Vorschau auf künftige Linguistische Kolloquien
|                        |
| 60.2025 Warschau       |
| 61.2026 Dubrovnik      |
| 62.2027 Danzig         |
| 63.2028 Duisburg-Essen |

## Weblink
- LingColl